# Religió a Israel

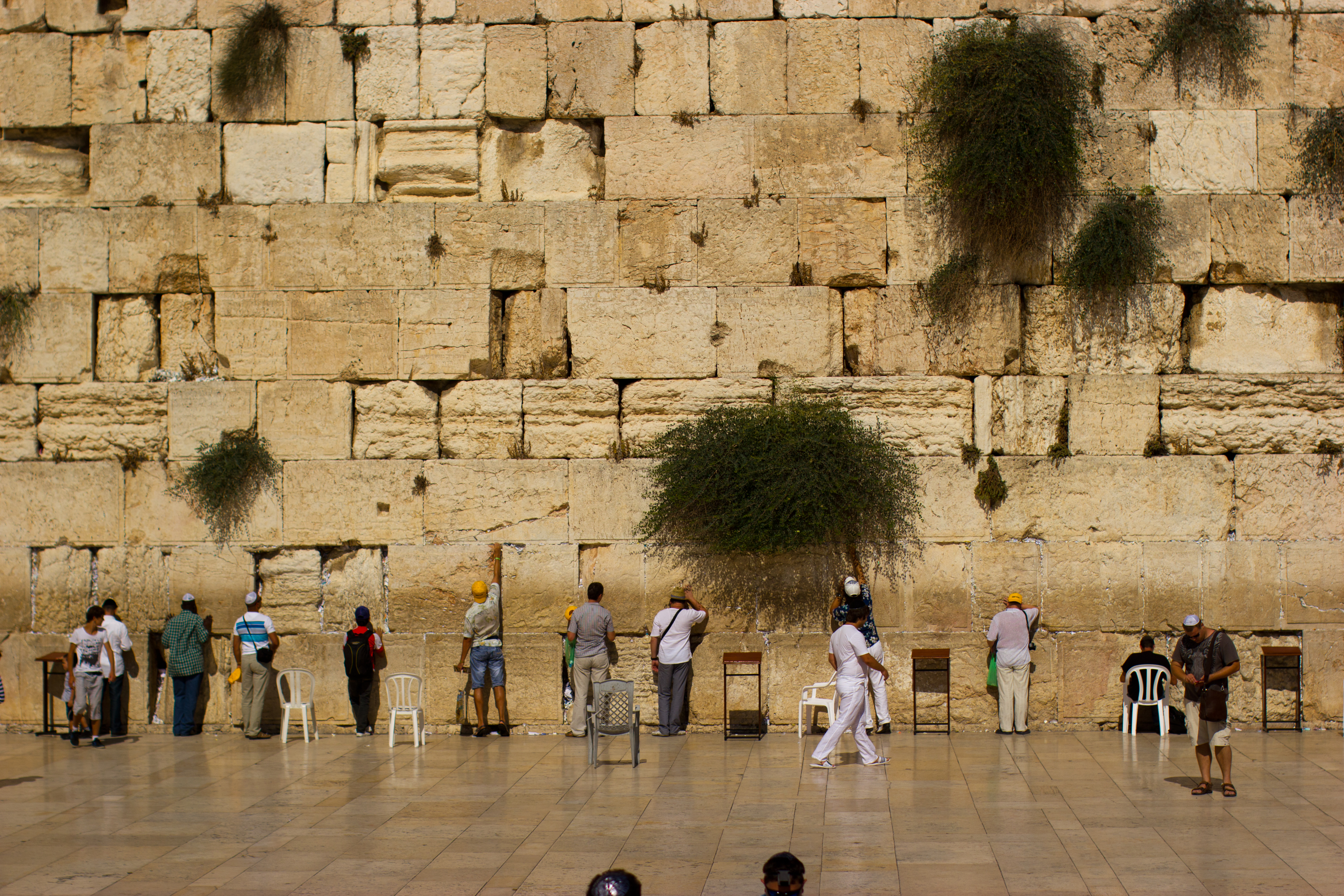
Devots jueus pregant al Mur de les Lamentacions.

La situació de la religió a Israel és bastant diferent a la de la resta dels seus països veïns. Israel es tracta de l'únic país del món on la majoria de la població és de religió jueva. El cristianisme i l'islam compten també amb una gran presència de fidels. A més a més, hi ha altres minories religioses com els drusos i els bahaistes. Israel concentra molts llocs sagrats de les tres grans religions monoteistes i reconeix la llibertat religiosa, permetent els peregrins de tot el món el lliure accés als llocs sants.
D'acord amb l'Oficina Central d'Estadístiques d'Israel (2005), el 76,1% de la població és jueva, el 16,2% musulmana, el 2,1% cristiana i l'1,9% drusa. Un 3,9% de la població no es classifica amb cap religió.
Els àrabs israelites, segons l'Oficina Central d'Estadística (2005), són un 82,7% de musulmans, un 8,4% de drusos i un 8,3% de cristians.
Israel té una de les poblacions budistes més grans de l'Orient Mitjà (32.000 persones seguidors del lamaisme).

## General
La relació de l'Estat d'Israel amb el judaisme és complexa. Israel es fundà oficialment amb la idea d'ésser un estat jueu, tanmateix, alhora proposa ser un estat democràtic, quelcom que alguns acadèmics consideren incompatible tant les democràcies són generalment laiques i igualitàries. En teoria, Israel no té religió oficial, però evidentment té una relació especial amb el judaisme com es pot veure en la Llei del Retorn que atorga nacionalitat israelita a qualsevol jueu que emigri a Israel. No obstant això, la definició de jueu de la Llei del Retorn no és només religiosa, car jueus ètnics que no siguin practicants del judaisme se'ls permet accedir als beneficis de la llei.
La relació especial de l'estat israelita amb el judaisme és, a més a més, específica amb el judaisme ortodox. Només els rabins ortodoxos poden realitzar matrimonis jueus vàlids, però no els rabins reformistes o conservadors, i les sinagogues reformistes i conservadores no reben el mateix suport estatal. De la mateixa manera, només la conversió realitzada per rabins ortodoxos s'admet legalment per a efectes de considerar un convers jueu, tot i que el govern israelita admet les conversions fetes dins del judaisme reformista i conservador fora d'Israel.
Fins al 2010 no hi havia a Israel el matrimoni civil. Els matrimonis eren en tots els casos administrats per les comunitats religioses, així com altres aspectes civils com herències i administració dels llocs sants. Les religions reconegudes per Israel per a aquests efectes (realitzar matrimonis legals, regular els llocs de llurs comunitats, etc.) són el judaisme ortodox, l'islam, el drusisme i deu esglésies cristianes (vuit d'ortodoxes més la catòlica i l'anglicana).
 No obstant això, actualment s'admet el matrimoni civil entre persones que aconsegueixin provar la no pertinència a cap religió. Aquesta divisió del dret civil en comunitats religioses existia a la regió de Palestina des d'abans de la fundació d'Israel i fou implementada pels otomans, coneguda com a Millet.

## Judaisme
Israel és l'únic país majoritàriament jueu del món, essent-hi el 76% de la població. Fundat originàriament per jueus seglars, atès que el moviment sionista impulsat per Theodor Herzl (qui era ateu) es basava en principi en idees nacionalistes més que no pas religioses, i àdhuc tenia l'oposició de cercles jueus ortodoxos, amb el temps arribà a convertir-se en un important símbol religiós per a jueus de tot el món. En aquesta àrea s'hi trobaven la majoria de llocs sants del judaisme, entre ells dues de les ciutats més sagrades per als jueus: Jerusalem, on hi ha el Mur de les Lamentacions, últim vestigi del Temple de Jerusalem i lloc més sagrat de la religió jueva, i Hebró, on es troba la Cova de Macpelà. Jerusalem està enterament sota jurisdicció israelita tot i que l'àrea de la Cúpula de la Roca és administrada per les autoritats musulmanes i el govern palestí reclama Jerusalem Est com la seva capital, mentre el govern israelita manté una postura d'indivisibilitat sobre Jerusalem, raó per la qual no hi ha seus diplomàtiques de cap país a la ciutat en estar el seu estatus polític disputat. Hebró es troba oficialment en territoris palestins, però els jueus tenen accés als llocs sants.
Quant a les subdivisions del judaisme, segons l'enquesta de Gallup del 2015, el 65% dels israelites es consideren jueus seglars i el 30% es consideren observants religiosos. Segons l'enquesta del 2013 d'haaretz el 26,5% es considera jueu ortodox, seguida pels jueus reformistes (3,9%) i els conservadors (3,2%). Generalment es fa una subdivisió entre els jueus ortodoxos moderats i els jueus ultraortodoxos o haredís. Israel

## Islam
L'islam és la primera minoria religiosa d'Israel, compon el 16,5% de la població (sense incloure els habitants de Cisjordània i la Franja de Gaza), essent majoritari en la branca sunnita. La majoria dels musulmans són àrabs, tot i que l'islam és practicat també per alguns immigrants africans i asiàtics. El Consell Suprem Musulmà creat el 1921 en temps del Mandat Britànic de Palestina és la màxima autoritat religiosa de l'islam a Israel.
Israel és seu de la tercera ciutat més sagrada de l'islam: Jerusalem, on es troba el Mont del Temple i la Cúpula de la Roca, el tercer lloc més sant de l'islam després de La Meca i Medina, des d'on es creu que Abraham es disposava a sacrificar el seu fill i des d'on els musulmans creuen que Mahoma se'n pujà al cel.

## Cristianisme
Els cristians representen aproximadament el 2% de la població israelita, la majoria dels quals són àrabs. Israel és el lloc on Jesús de Natzaret visqué i morí, i té llocs sants importants per al Cristianisme, com la Basílica del Sant Sepulcre, potser el lloc més sagrat del Cristianisme, on es creu que Jesús fou enterrat, així com l'Església de la Nativitat a Betlem, on es creu que Jesús nasqué. L'Estat d'Israel reconeix deu esglésies cristianes específiques per a efectes de dret civil (matrimonis, herències, etc.) juntament amb el judaisme i l'islam: l'església ortodoxa oriental, l'Església Catòlica, l'Església Apostòlica Armènia, l'Església Catòlica Armènia, l'Església Catòlica Siríaca, l'Església Catòlica Caldea, l'Església Catòlica Melquita, l'Església Ortodoxa Etíop, l'Església Maronita i l'Església Anglicana.